# Wikinomics
Wikinomics: How Mass Collaboration Changes Everything (literalment en català, Viquinòmiques: com la col·laboració en massa ho canvia tot) és un llibre de Don Tapscott i Anthony D. Williams sobre l'economia col·laborativa entre grups humans que fan servir les tecnologies de codi obert com els wikis. Tracta sobre un sistema econòmic basat en la col·laboració massiva paritària (treball col·laboratiu) i l'ús extensiu de les tecnologies de codi obert com els wiki —que permetin una fusió entre la producció i el consum. És a dir, entén una nova forma de producció econòmica que utilitza el coneixement de les multituds intel·ligents, formades per individus connectats en xarxa, gràcies a les noves tecnologies de comunicació.

## Autors

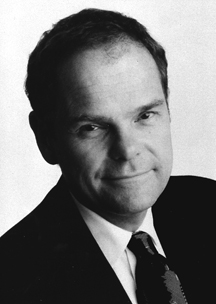
Don Tapscott

Don Tapscott és una autoritat de renom internacional, escriptor, consultor i conferenciant sobre l'impacte estratègic de les tecnologies de la informació en la innovació, la comercialització i el talent. Ha estat autor i coautor d'onze llibres llegits en la tecnologia en els negocis i la societat.
Don Tapscott va vendre la seva companyia Nou Paradigma el 2007 a nGenera on és president de la Xarxa d'Innovació nGenera.
És Professor Adjunt de Gestió en la L. Rotman School of Management de la Universitat de Toronto Josep.
El seu pròxim llibre Grown Up Digital; Com la Generació de la Xarxa està canviant el món (octubre de 2008) és la seqüela del seu llibre de 1997, fita Growing Up Digital. És autor de diversos dels que defineixen els llibres de negocis de les últimes dècades, incloent canvi de paradigma (1992), L'Economia Digital (1995), Capital Digital (2000), Naked Corporation, (2002) i Wikinomics (2006). Un orador fascinant, brillant i inspirador, Don és sovint descrit pels clients com l'orador més eficaç que mai hagin tingut.
Anthony D. Williams és un autor, orador molt sol·licitat i àvid investigador amb més d'una dècada d'experiència en l'examen de la repercussió de les noves tecnologies en la vida social i econòmica. El seu treball ha estat presentat a la revista Business Week, el Globe and Mail i el Times de l'Índia i el seu consell i buscat per la fortuna 500 empreses i institucions internacionals, com el Banc Mundial.
Anthony D. Williams és Vicepresident Editor Executiu en nGenera Insight on dirigeix actualment una investigació global sobre l'impacte de la web 2.0 i Wikinomics en el futur govern i la democràcia. Altres estudis similars inclouen un esforç global per entendre com la transparència està revolucionant els negocis i un estudi de dòlar $ 9000000 en la tecnologia de la informació i l'avantatge competitiu. Entre altres temes, és autor de nombrosos informes influents en tecnologia, estratègia, innovació i propietat intel·lectual. Anthony té un mestratge en Investigació de la London School of Economics i és un candidat a doctorat al Departament de Govern.

## Conceptes de Wikinomics
Es tracta d'un llibre llegit amb devoció en escoles de negocis de tot el món, els canadencs, Don Tapscott i Anthony D. Williams intenten demostrar que la generalització d'Internet i l'aparició de les xarxes socials estan provocant canvis fonamentals en els processos productius.
Segons els autors, les noves tecnologies de comunicació han fet possible la creació de grans xarxes autoorganitzades de treball, en què la suma de l'esforç de nombrosos individus permet desenvolupar projectes ambiciosos i complexos.
Les noves formes d'organització entre persones sorgides a partir de la Web 2.0 poden comprendre des mobilitzacions col·lectives a favor d'una determinada causa política, fins a complexos projectes d'investigació científica, entre altres coses.

### Col·laboració massiva paritària i els seus models
El treball col·laboratiu és una expressió que designa la suma d'esforços d'un grup per assolir una meta comú. Avui se'l diferencia del simple treball en equip o cooperatiu per l'autonomia de què gaudeix cadascun dels membres implicats en la tasca, per no basar-se en l'organització jeràrquica tradicional, per utilitzar abundantment les tecnologies de la informació i la comunicació (TIC) i perquè sovint, però no sempre, es realitza sense compensació financera.
- Els pioners de la producció entre iguals: masses formades per milers de voluntaris dispersos que creen ràpidament projectes fluids, innovadors dels desenvolupats per grans empreses tradicionals.

- Els ideágoras: mercats emergents d'idees, projectes i innovacions que permeten a les empreses aprofitar el talent global i resoldre problemes d'investigació i desenvolupament que no podrien resoldre amb els seus propis recursos.
- Els prosumidors: noves generacions de consumidors que es consideren amb dret a introduir modificacions en els béns i serveis que consumeixen. Els clients són també productors.
- Els neoalejandrinos: la nova ciència del compartir accelera el benestar i el progrés de la cultura humana, al mateix temps que facilita la generació de riquesa per part de les empreses.
- Les plataformes per a la participació: escenaris oberts on comunitats massives de socis poden crear valor i nous negocis.
- La planta de producció global: indústries manufactureres que generen ecosistemes planetaris per al disseny i producció de béns tangibles. Suposa una nova fase en l'era de la col·laboració massiva.
- El lloc de treball wiki: la col·laboració massiva dona lloc a la creació d'una nova meritocràcia corporativa que arrasa amb les relacions jeràrquiques tradicionals i connecta equips interns amb xarxes externes.

### Principis bàsics

#### Obertura (openness)
Les empreses i projectes més innovadors tendeixen a interconnectar en xarxa i a afavorir l'intercanvi amb col·laboradors i empreses externes.
El ràpid avanç científic i tecnològic i l'augment de la complexitat global fan que les empreses que confien exclusivament en els seus recursos i capacitats internes tinguin limitades possibilitats d'innovació. Les empreses que millors resultats obtenen són aquelles que estan obertes i disposades a interconnectar en xarxa, compartir i fomentar l'autoorganització.
L'ús d'estàndards oberts i programari lliure és una aplicació del principi d'obertura. Els clients demanen sistemes oberts i rebutgen les aplicacions tancades que no són vàlides per al maquinari d'altres marques. Alguns exemples són Apache en servidors web, Linux en sistemes operatius, MySQL en bases de dades, Firefox en navegadors i la mateixa Word Wide Web.
La informació corporativa està deixant de ser secreta per a socis, treballadors, clients i altres grups d'interès. Les empreses intel·ligents revelen informació pertinent per a aquests grups i ho fan perquè obtenen importants beneficis. La transparència redueix els costos de transacció de les empreses, accelera les xarxes de negocis i promou la confiança i lleialtat dels treballadors i els clients. Un exemple és l'empresa Progressive Insurance que comparteix els seus preus i els dels seus competidors amb els seus clients.
L'educació és un altre camp d'obertura. Les universitats amb més trajectòria i reconeixement del món estan impulsant la producció i l'accés gratuït a continguts i recursos educatius oberts (REA) per a educadors, estudiants i tota persona autodidacta d'arreu del món. Un exemple són els MOOCs (sigla en anglès de Massive Online Open Courses) que ofereix des de 2001 el Massachusetts Institute of Technology (MIT) a través del seu OpenCourseWare.

#### Interacció entre iguals (peering)
Les empreses intel·ligents tendeixen a afavorir els models d'organització horitzontals, en els que d'entrada, diferents treballadors es relacionen en condicions d'igualtat 
La interacció o producció entre iguals és una nova forma d'organització horitzontal que està sorgint i competint amb l'organització jeràrquica de l'empresa tradicional. Les persones, amb ajuda de les eines tecnològiques de la col·laboració, s'autoorganitzen per dissenyar i produir béns i serveis.
Els incentius per participar en les comunitats de producció entre iguals són variats: des de la diversió i l'altruisme fins a l'obtenció de beneficis directes.
Els sectors on la interacció entre iguals va tenir fins al moment major inserció són els de programari, comunicació, entreteniment i cultura. Alguns exemples són Linux i Wikipedia.

#### Predisposició a compartir (sharing)
Tradicionalment les empreses mostraven recel a compartir les seves idees,però s'han adonat que aquestes mesures dificulten el seu creixement. Per aquest motiu, prefereixen compartir el seu saber fer, sabent que això els obrirà noves portes.
El control dels recursos i les innovacions mitjançant drets de propietat intel·lectual és un dels pilars bàsics del sistema econòmic tradicional. Però aquest sistema està en crisi. Un exemple és el complex problema que enfronten les indústries de continguts digitals com la música i el cinema. Actualment és possible compartir creacions digitals, i també reproduir-les i remixarles, a costos marginals nuls. La resposta de moltes empreses a aquest fenomen va ser restringir més l'accés a la propietat i la distribució de material digital. La conseqüència és un fort rebuig per part dels consumidors.
Les empreses intel·ligents comprenen que la propietat intel·lectual no lliure paralitza les oportunitats d'innovació i creació de valor que poden impulsar els clients i el treball col·laboratiu amb altres empreses. Cada vegada són més les empreses que combinen valors de propietat intel·lectual protegits i compartits. Es comparteix la propietat intel·lectual bàsica, com a infraestructura i capital humà, i es reserven els drets de patent sobre els nous productes finals. Això permet accelerar la innovació i el creixement. Es troben exemples en les indústries de l'electrònica i la biotecnologia.

#### Actuació global (acting globally)
Les empreses de la wikinomia ja no operen de manera local, sinó que utilitzen les tecnologies digitals de comunicació per crear xarxes de treball d'escala veritablement planetària.
La globalització produeix conseqüències profundes per a la innovació i la creació de riquesa. La desaparició de la Unió Soviètica i la incorporació al mercat global de potències com la Xina i l'Índia van contribuir a una major interdependència i van accelerar el creixement econòmic mundial.
En una economia cada vegada més global, mantenir la competitivitat requereix moure a escala mundial i aprofitar els recursos transcendint les fronteres de les organitzacions i els països.
En aquest context, les plataformes globals de col·laboració permeten que les empreses i els individus actuïn globalment. Això significa disposar de processos unificats sense fronteres, conduïts per plantilles de treballadors i socis externs en xarxa.
La wikinomia avança a passos de gegant recolzat pel fort auge de les xarxes socials a tot el món. El seu creixement és exponencial, i cada vegada més usuaris d'Internet en participen.